# Tie Yana

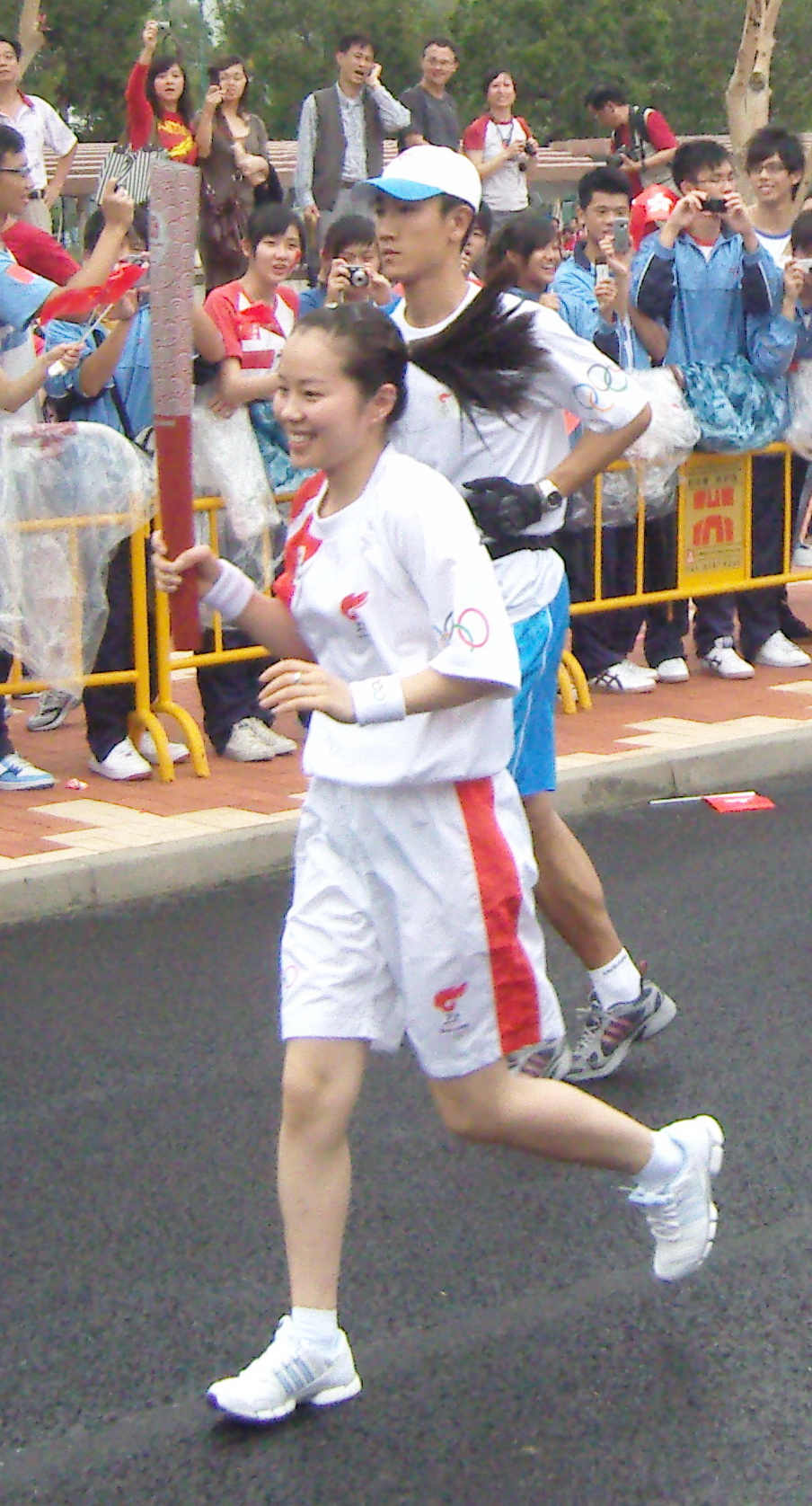
Tie Yana met de Olympische vlam in 2008

Tie Ya Na (雅娜 帖 - Henan, 13 mei 1979) is een professioneel tafeltennisspeelster uit Hongkong. Zij schreef in 2004 de Azië Cup op haar naam en won zowel in Doha 2004 Bremen als 2006 zilver met de nationale vrouwenploeg in het landentoernooi van de wereldkampioenschappen. De Hongkongse verloor in 2008 de finale om de World Cup van Li Xiaoxia.
Tie Yana bereikte in juli 2006 haar hoogste positie op de ITTF-wereldranglijst, toen ze derde stond.

## Sportieve loopbaan
Tie Yana maakte haar internationale (senioren)debuut in 2002, toen ze voor het eerst verscheen op de Aziatische Spelen, de World Cup en op verschillende toernooien in het kader van de ITTF Pro Tour. Datzelfde jaar schreef ze meteen haar eerste enkelspeltoernooi op haar naam - het Korea Open - en plaatste ze zich voor het eerst voor de ITTF Pro Tour Grand Finals.

Tie Yana bleek geen eendagsvlieg want sindsdien werd ze een veelgeziene verschijning in finales van verschillende internationale toernooien. Op de Pro Tour schreef ze al snel zowel enkel- als dubbelspeltoernooien op haar naam en in 2004 won ze de Azië Cup.
Tie Yana speelde in clubverband onder meer competitie voor TV Busenbach in de Duitse Bundesliga.

## Erelijst
Belangrijkste resultaten:
- Kwartfinale Olympische Spelen enkelspel in 2004 en 2008
- Kwartfinale Olympische Spelen dubbelspel in 2004 (met Song Ah Sim)
- Verliezend finaliste World Cup 2008, derde in 2002
- Verliezend finaliste landentoernooi wereldkampioenschappen 2004 en 2006, brons in 2008 (met Hongkong)
- Brons vrouwen dubbelspel WK 2005 (met Zhang Rui) en WK 2009 (met Jiang Huajun)
- Derde plaats WTC-World Team Cup 2007 (met Hongkong)
- Winnares Azië Cup 2004, brons in 2003 en 2005
- Winnares gemengd dubbelspel Aziatische Spelen 2002 (met Cheung Yuk)
- Verliezend finaliste enkelspel Aziatische Spelen 2006
- Verliezend finaliste dubbelspel Aziatische Spelen 2006 (met Zhang Rui)
- Verliezend finaliste gemengd dubbelspel Aziatische kampioenschappen 2007 (met Ko Lai Chak)

ITTF Pro Tour:
Enkelspel:
- Winnares Korea Open 2002 en 2006
- Winnares Brazilië Open 2003 en 2007
- Winnares Rusland Open 2004
- Winnares Kroatië Open 2005
- Winnares Taipei Open 2006
- Derde plaats Women's World Cup 2011

Dubbelspel:
- Winnares Rusland Open 2004 (met Song Ah Sim)
- Winnares Slovenië Open 2005 (met Zhang Rui)
- Winnares Kroatië Open 2005 (met Zhang Rui)
- Winnares Chili Open 2005, 2007 (beide met Zhang Rui) en 2008 (met Jiang Huajun)
- Winnares Amerika Open 2005 (met Zhang Rui)
- Winnares Duitsland Open 2005 (met Zhang Rui)
- Winnares Zweden Open 2005 (met Zhang Rui)
- Winnares Korea Open 2006 (met Zhang Rui)
- Winnares Japan Open 2006 (met Zhang Rui)
- Winnares Brazilië Open 2007 (met Zhang Rui)
- Winnares China Open 2008 (met Jiang Huajun)